# Polyura noko
Polyura noko är en fjärilsart som beskrevs av Matsumura 1939. Polyura noko ingår i släktet Polyura och familjen praktfjärilar. Inga underarter finns listade i Catalogue of Life.